# Łowin (województwo kujawsko-pomorskie)
Łowin (do 31 grudnia 2014 Łowiń) (niem. Lowin, 1942–1945 Lowen) – wieś w Polsce położona w województwie kujawsko-pomorskim, w powiecie świeckim, w gminie Pruszcz. Według spisu powszechnego z 31 marca 2011 roku wieś liczyła 386 mieszkańców. 
Używana przez pruską administrację nazwa Lowin (a dla folwarku Louisenhof) została w 1942 przemianowana na Lowen. 
W latach 1975–1998 miejscowość administracyjnie należała do województwa bydgoskiego. 
We wsi znajduje się wpisany w 1985 roku na listę zabytków dom mieszkalny z kuźnią pod nr 142/A.
Wzdłuż drogi powiatowej nr 1266C na odcinku Łowin – Łowinek rosła prawem chroniona aleja jarzębów szwedzkich. Przy powołaniu w alei w 1965 roku znajdowało się 160 drzew o obwodach od 155 do 275 cm, w 2010 roku drzewa posiadały obwody od 217 do 308 cm. Ochronę alei jako pomnika przyrody zniesiono w 2016 roku (45 drzew). Rosnąca na terenie gminy aleja jarzębów szwedzkich z okazami powyżej 300 cm w obwodzie była jedyną aleją drzew tego gatunku w woj. kujawsko-pomorskim. 